# Fàbrica Letona
La fàbrica Letona era un conjunt fabril situat als carrers de Pujades, Joan d'Àustria i Pallars del Poblenou de Barcelona, del qual només es conserva l'edifici principal, catalogat com a bé amb elements d'interès (categoria C).

## Història
Va ser projectada el 1955 per l'arquitecte Josep Soteras i Mauri i l'enginyer industrial Francesc Espiau per a la societat anònima Letona. Estava equipada amb maquinària moderna importada dels Països Baixos, que posteriorment també van adoptar altres centrals lleteres espanyoles.
Amb l'entrada en concurs de creditors de l'empresa (que des del 2009 adoptà el nom Cacaolat) el 2011, i el trasllat posterior de la producció a Santa Coloma de Gramanet, la fàbrica va quedar en desús. Actualment, hi ha en marxa un projecte per a construir-hi habitatges.

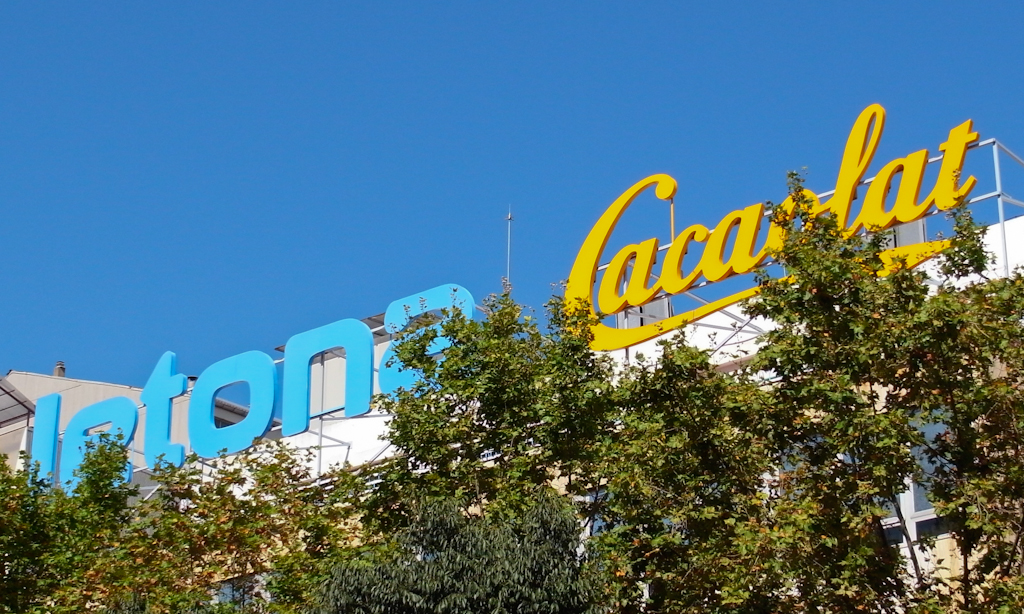
Rètols de la fàbrica

## Descripció
És un conjunt d'edificacions de diferents alçades (entre tres i cinc plantes) que ocupen gairebé les dues terceres parts d'una illa del Pla Cerdà. Hi destaca l'edifici principal amb façana al carrer de Pujades, de planta baixa i dos pisos. La composició és a base de franges horitzontals de travertí combinades amb franges de finestres metàl·liques, únicament trencada a la banda dreta de la planta baixa, on queden al descobert els pilars metàl·lics de l'estructura.
Al coronament hi ha els rètols «letona» i «Cacaolat» amb grans lletres de color blau i groc, que li proporcionen una imatge molt singular.